# Айтекебийски район
Айтекебийски район (на казахски: Әйтеке би ауданы) е съставна част на Актобенска област, Казахстан, с обща площ 36 180 км2 и население от 24 367 души (по приблизителна оценка към 1 януари 2020 г.).
Административен център е село Комсомолское.